# 66 Ophiuchi
Désignations
66 Ophiuchi (en abrégé 66 Oph) est une étoile binaire et variable de cinquième magnitude de la constellation équatoriale d'Ophiuchus. Elle possède également la désignation d'étoile variable de V2048 Ophiuchi, 66 Ophiuchi étant sa désignation de Flamsteed. D'après la mesure de sa parallaxe annuelle par le satellite Hipparcos, le système est situé à approximativement ∼ 650 a.l. (∼ 199 pc) de la Terre. Il se rapproche du Système solaire à une vitesse radiale d'environ −13 km/s, et il présente une vitesse particulière de 13,1 ± 3,2 km/s par rapport à son voisinage stellaire.
La composante primaire, désignée 66 Ophiuchi A, est une étoile Be sur la séquence principale de type spectral B2Ve. Les étoiles Be tournent rapidement sur elles-mêmes, et 66 Ophiuchi A tourne en effet sur elle-même à une vitesse de rotation projetée de 250 km/s. En raison de cette rotation rapide, ces étoiles éjectent du gaz de leur équateur, ce qui forme un disque produisant des raies en émission dans leur spectre. Le disque de 66 Ophiuchi A s'étend jusqu'à un rayon de 115 R☉. Tout comme de nombreuses autres étoiles Be, il s'agit également d'une variable de type Gamma Cassiopeiae, une étoile à enveloppe qui présente des variations de luminosité irrégulières, et dont la magnitude apparente varie entre 4,55 et 4,85.
L'étoile est estimée être âgée de 14 millions d'années et elle est 9,6 fois plus massive que le Soleil. Elle est 1 525 fois plus lumineuse que le Soleil et sa température de surface est de 22 000 K. En raison de sa rotation rapide, l'étoile présente une forme aplatie avec un rayon polaire de 4,50 R☉ mais un rayon équatorial de 5,11 R☉.
Le compagnon, désigné 66 Ophiuchi B, est une étoile de magnitude 6,50 située à une séparation angulaire de 0,1 seconde d'arc seulement de 66 Ophiuchi A. Toutes les deux forment une binaire visuelle, où elles orbitent l'une autour de l'autre selon une période de 23 421 jours (64,1 ans) et avec une excentricité de 0,14. 66 Ophiuchi B est 2,61 magnitudes plus faible que l'étoile primaire. Cela indique qu'elle doit être une étoile de classe B8 environ 3,8 fois plus massive que le Soleil.